# Kommissarien och tystnaden
Kommissarien och tystnaden (ISBN 91-0-056425-7) är en roman från 1997 av Håkan Nesser. Den enda romanen som inte har filmatiserats med Sven Wollter.